# Von-Galen-Straße 48 (Mönchengladbach)

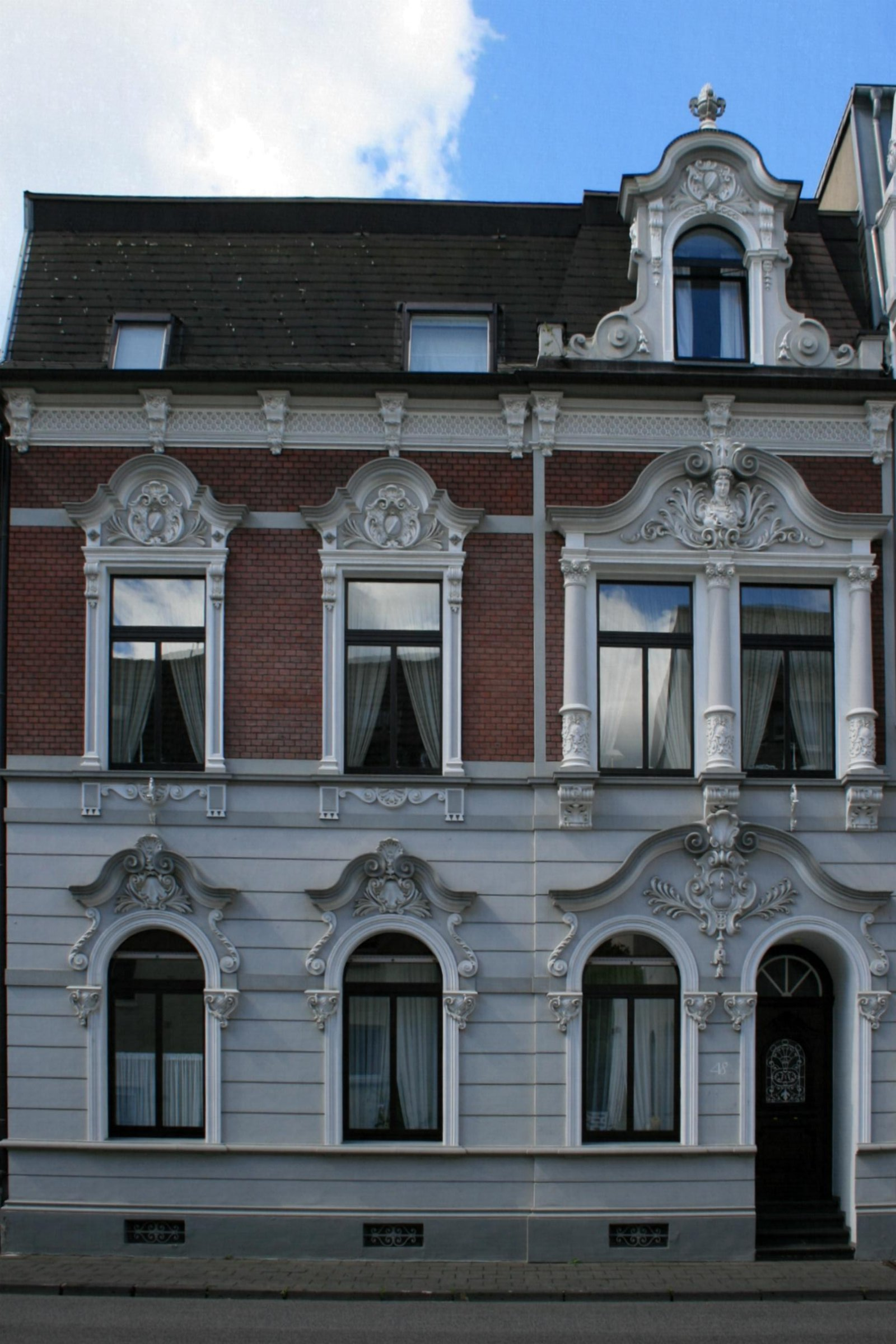
Wohnhaus (2010)

Das Wohnhaus Von-Galen-Straße 48 steht im Stadtteil Rheydt in Mönchengladbach (Nordrhein-Westfalen).
Das Gebäude wurde 1898 erbaut und unter Nr. V 003 am 4. Dezember 1984 in die Denkmalliste der Stadt Mönchengladbach eingetragen.

## Architektur
Haus Nr. 48 ist ein zweigeschossiges mit ausgebautem Mansarddach gedecktes Haus aus der Zeit der Jahrhundertwende. Die Fassade ist vierachsig. Das Objekt ist als Denkmal schützenswert.